# 2018년 스완 제도 지진
2018년 스완 제도 지진은 현지 시각으로 2018년 1월 9일 온두라스의 스완 제도 동북동 약 44km 지점에서 발생한 모멘트 규모 7.6의 지진이다. 진원은 지하 10km 지점으로 관측되었다. 이 일대는 북아메리카 판과 카리브 판의 경계 지대이다.
지진은 온두라스와 과테말라, 벨리즈 등에 영향을 미쳤다. 지진 관측 이후 태평양 지진해일 경보 센터(PTWC)에서 지진 해일 경보를 발령하기도 하였으나, 한 시간가량 뒤에 취소되었다.

## 지진 해일
관측한 지진 해일의 높이는 다음과 같다.
| 국가        | 지역         | 지진 해일 높이 (m) |
| ----------- | ------------ | ------------------ |
| 케이맨 제도 | 조지타운     | 0.19               |
| 벨리즈      | 카리보우케이 | 0.02               |

## 같이 보기
- 2018년 지진